# Lista do Patrimônio Mundial nas Ilhas Marshall
A Organização das Nações Unidas para a Educação, a Ciência e a Cultura (UNESCO) propôs um plano de proteção aos bens culturais do mundo, através do Comité sobre a Proteção do Património Mundial Cultural e Natural, aprovado em 1972. Esta é uma lista do Patrimônio Mundial existente nas Ilhas Marshall, especificamente classificada pela UNESCO e elaborada de acordo com dez principais critérios cujos pontos são julgados por especialistas na área. As Ilhas Marshall ratificou a convenção em 24 de abril de 2002, tornando seus locais históricos elegíveis para inclusão na lista.
O sítio Atol de Bikini, local de testes nucleares foi o primeiro local das Ilhas Marshall incluído na lista do Patrimônio Mundial da UNESCO por ocasião da 34.ª Sessão do Comitê do Património Mundial, realizada em Brasília (Brasil) em 2010. Desde então, as Ilhas Marshall contam com apenas este sítio classificado como Patrimônio da Humanidade, sendo este de classificação Cultural. 

## Bens culturais e naturais
As Ilhas Marshall contam atualmente com os seguintes lugares declarados como Patrimônio da Humanidade pela UNESCO:
| | Atol de Bikini, local de testes nucleares |
| Bem cultural inscrito em 2010. |                                           |
| Localização: Ilhas Ralik |                                           |
| Imediatamente após a final da Segunda Guerra Mundial, no contexto internacional da Guerra Fria, os Estados Unidos da América decidiram retomar os testes nucleares no Oceano Pacífico, no Atol de Bikini, no arquipélago das Marshall. Após o deslocamento dos habitantes locais, 67 testes nucleares foram realizados de 1946 a 1958, incluindo a explosão da primeira bomba H (1952). O Atol de Bikini conservou evidências tangíveis diretas que são altamente significativas para demonstrar o poder dos testes nucleares, ou seja, os navios afundados ao fundo da laguna pelos testes em 1946 e a gigantesca cratera Bravo. Equivalente a 7,000 vezes a força da bomba de Hiroshima, os testes tiveram grandes consequências na geologia e no ambiente natural do Atol de Bikini e na saúde daqueles que foram expostos à radiação. Ao longo de sua história, o atol simboliza o alvorecer da era nuclear, apesar de sua imagem paradoxal de paz e de paraíso terrestre. Este é o primeiro sítio das Ilhas Marshall a ser inscrito na Lista do Patrimônio Mundial. (UNESCO/BPI) |                                           |

## Lista Indicativa
Em adição aos sítios inscritos na Lista do Patrimônio Mundial, os Estados-membros podem manter uma lista de sítios que pretendam nomear para a Lista de Patrimônio Mundial, sendo somente aceitas as candidaturas de locais que já constarem desta lista. Desde 2005, as Ilhas Marshall apresenta 3 locais em sua Lista Indicativa.
| Sítio                                              | Imagem | Localização  | Ano  | Dados UNESCO       | Descrição |
| -------------------------------------------------- | ------ | ------------ | ---- | ------------------ | --- |
| Atóis das Ilhas Marshall do Norte                  |        | Cadeia Ratak | 2005 | Misto              | A propriedade indicada é um local misto cultural e natural em série que compreende sete atóis baixos inabitados e intactos e uma ilha baixa de corais no norte das Ilhas Marshall. Conhecidos por serem importantes locais de nidificação de tartarugas-marinhas-verdes (Chelonia mydas) e habitat significativo para aves marinhas, costeiras e migratórias. |
| Distrito histórico da vila de Likiep               |        | Cadeia Ratak | 2005 | Cultural: (ii)(iv) | O distrito histórico de Likiep consiste em aproximadamente 15 edifícios ou remanescentes de edifícios arquitetonicamente e historicamente significativos, juntamente com várias outras estruturas, construídos entre 1880 e 1937. A propriedade proposta é exemplar da história e do impacto da colonização alemã no Pacífico no final do século XIX que teve início com o comércio oceânico no Havaí em 1845, Samoa em 1857 e nas Ilhas Marshall em 1859, sendo o principal produto a copra. |
| Conservação Natural do Atol de Mili (e Nadrikdrik) |        | Cadeia Ratak | 2005 | Natural            | Mili e Nadrikdrik são atóis geminados no perímetro sudeste das Ilhas Marshall, que podem estar entre os sistemas de recifes mais ricos e saudáveis do mundo. Os atóis abrigam um bioma espetacular e distinto, incluindo impressionantes e majestosos corais moles (Gorgonacea) e grandes populações de tubarões, baleias e golfinhos. |